# نظرية المعرفة

نظريّة المعرفة (بالإنجليزية: Epistemology) هي دراسة لطبيعة المعرفة، الشّرح التبرير، وعقلانيّة الاعتقاد أو الإيمان. يوجد جدل كبير حول مراكز نظريّة المعرفة التي تتفرع إلى أربع مناطق:
1. التحليل الفلسفي لطبيعة المعرفة ومدى ارتباطها بمفاهيم مثل الحقيقة، والمعتقد والتّبرير.[3][4]
2. مشاكل ومواضيع التّشكيك المختلقة.
3. مصادر ومجالات المعرفة والمعتقدات المُبرّرة.
4. معايير المعرفة والتّبرير.

تتناول نظريّة المعرفة أسئلة مثل «ما الذي يجعل المعتقدات المبرّرة مُبرّرة؟»، «ماذا يعني أن نقول أنّنا نعرف شيئاً ما؟»؛ وبشكل أساسي ورئيسي «كيف نعلم أنّنا نعلم؟».

## خلفية

### أصل المصطلح
يعود أصل مصطلح إبستيمولوجيا والذي يعني نظرية المعرفة إلى كلمتي إبستميي والتي تعني المعرفة باللغة اليونانية القديمة ولوجيا التي تعني الخطاب المنطقي. سبق ظهور المصطلح باللغة الإنجليزية ظهوره باللغة الألمانية بعنوان Wissenschaftslehre (والذي يعني نظرية العلوم)، وقدّم هذا المصطلح الفلاسفة يوهان فيشته وبرنارد بولزانو في أواخر القرن الثامن عشر. ظهرت كلمة إبستيمولوجيا للمرة الأولى في عام 1847، وذلك خلال استعراض في مجلة إلكترك من نيويورك. استُخدمت الكلمة لأول مرة ترجمة لمصطلح ويسينشافتلير في رواية فلسفية للمؤلف الألماني جان بول:
يُعتبر «ويسينشافتلير» عنوان أحد أهم أعمال فيتشه، وفيه نستخلص الإبستيمولوجيا بعد مضاهاة التقنية.
في عام 1854، أدخل الفيلسوف الأسكتلندي جيمس فريدريك فيرير كلمة إبستيمولوجيا بصورة سليمة في الأدب الفلسفي الإنجليزي، واستخدمها في كتاب معاهد الميتافيزيقيا:
يُسمى هذا القسم من العلم كما يجب بالإبستيمولوجيا –مذهب أو نظرية المعرفة، تمامًا كما هو الحال في الأنطولوجيا والتي تعني علم الوجود... ويجيب على السؤال العام، «ما هو الإدراك والمُدرَك؟»  –أو أكثر من ذلك قليل، «ما هي المعرفة؟»
تجدر الإشارة إلى أن المصطلح الفرنسي (épistémologie) يُستخدم بمعنى مختلف وأضيق بكثير من مصطلح إبستيمولوجيا الإنجليزي، إذ يستخدمه الفلاسفة الفرنسيون للإشارة فقط إلى فلسفة العلوم. فعلى سبيل المثال، بدأ إيميل مايرسون كتابه «الهوية والواقع»، الذي كُتب في عام 1908، بملاحظة مفادها أن الكلمة «أصبحت حاليًا تعادل فلسفة العلوم.»

### تاريخ نظرية المعرفة
كمجال متميز في الاستقصاء، يسبق مفهوم إبستيمولوجيا إدخال المصطلح في قاموس الفلسفة. وصف جون لوك، على سبيل الذكر، جهوده في عمله مقال خاص بالفهم البشري (1689) بأنها «تحقيق في أصل المعرفة الإنسانية وثباتها ونطاقها، علاوة على أسس ودرجات الاعتقاد والرأي والموافقة.» ووفقًا لبريت وارن، فإن سمة المعرفة في كتاب ديمونولوجي للملك جيمس السادس ملك اسكتلندا (1591) «كان المقصود منها أن تكون تجسيدًا لما قد يصبح فيما بعد معروفًا بالإبستيمولوجيا: استكشاف الاختلافات بين الاعتقاد المبرر وبين رأيه.» 
نظر معظم الفلاسفة التاريخيين البارزين في الاستفسارات حول ما نعرفه وكيف نعرفه. من بين الفلاسفة اليونانيين القدماء، ميز أفلاطون بين التحري عن ما نعرفه والتحري عن ما هو موجود، ولا سيما في أعماله الجمهورية والثئيتتس ومينو. ظهرت العديد من شواغل نظرية المعرفة المهمة في أعمال أرسطو.
خلال الفترة الهلنستية اللاحقة، بدأ ظهور المدارس الفلسفية التي ركزت بشكل كبير على المسائل الإبستيمولوجية، وغالبًا ما كان ذلك على هيئة الشكوكية الفلسفية. على سبيل الذكر، رأت الشكوكية البيرونية التي أسسها الفلاسفة بيرو وسيكستوس إمپيريكوس أنه من الممكن تحقيق اليودايمونيا (السعادة أو الرخاء أو الحياة الجيدة) من خلال تطبيق الإيبوكي (تعليق الحكم) فيما يتعلق بجميع الأمور غير الواضحة. اهتمت البيرونية بشكل خاص بتقويض الرواقية الإبستيمولوجية والأبيقورية. كانت المدرسة الرئيسية الأخرى من الشكوكية الهلنستية هي الشكوكية الأكاديمية، والتي دافع عنها كارنياديس وأركسيلاوس بصورة ملحوظة، وسادت في الأكاديمية الأفلاطونية نحو قرنين من الزمان.
في الهند القديمة، عززت مدرسة أجنانا التابعة للفلسفة الهندية القديمة الشكوكية. كانت أجنانا حركة سمنية ومنافسًا رئيسيًا للبوذية المبكرة والجاينية ومدرسة الآجيفيكا. رأوا أنه من المستحيل الحصول على معرفة بالطبيعة الميتافيزيقية أو التأكد من القيمة الحقيقية للاقتراحات الفلسفية، وإن كانت المعرفة ممكنة، فإنها غير مجدية وغير مؤاتية للخلاص النهائي. تخصصت هذه المدرسة بالدحض بدون نشر أي مذهب إيجابي خاص بها.
بعد العصر الفلسفي القديم وقبل العصر الفلسفي الحديث، اشترك عدد من الفلاسفة في العصور الوسطى كذلك بطرح أسئلة إبستيمولوجية مطولة. من أبرز المساهمين في نظرية المعرفة توما الأكويني وجون دانز سكوطس ووليم الأوكامي.
في العصر الذهبي الإسلامي الذي ازدهر قبل عصر التنوير في أوروبا. كتب أبو حامد الغزالي، أحد أبرز الفلاسفة اللاهوتيين والحقوقيين والمنطقيين والصوفيين وأكثرهم تأثيرًا ما يتجاوز 70 كتابًا، بما في ذلك أشهر أعماله في عام 1107، سيرته الذاتية الروحية، المنقذ من الضلال. سعى الغزالي في هذا الكتاب إلى معرفة ما الذي بإمكاننا أن نتأكد منه: ما هي المعرفة الحقيقية وليس مجرد الرأي؟ ولتحقيق هذا الهدف، بدأ النظر في أنواع الامور التي يمكن أن نعرفها. تضمن ذلك دراسة للإبستيمولوجيا، نظرية المعرفة.
برزت الإبستيمولوجيا في الفلسفة أثناء الفترة الحديثة المبكرة، والتي عادة ما يقسمها المؤرخون إلى نزاع بين التجريبيين (بما في ذلك جون لوك وديفيد هيوم وجورج بيركلي) والعقلانيين (بما في ذلك رينيه ديكارت وباروخ سبينوزا وغوتفريد لايبنتس). غالبًا ما كان النقاش بينهما يتلخص في استخدام مسألة ما إذا كانت المعرفة تأتي في المقام الأول من الخبرة الحسية (التجريبية)، أو ما إذا كان جزء كبير من معارفنا مستمد بالكامل من مدرسة المنطق (العقلانية). يرى بعض العلماء أن إيمانويل كانت عمل على تسوية هذا النزاع في أواخر القرن الثامن عشر، والذي أفسحت عقيدة المثالية المتعالية التي أسسها المجال للرأي القائل بأنه «على الرغم أن جميع معارفنا تبدأ بالخبرة، لا يعني ذلك بأي حال أن جميع المعرفة ناشئة عن الخبرة.» بينما شهد القرن التاسع عشر انخفاضًا في الاهتمام بالقضايا الإبستيمولوجية، برزت مجددًا مع ظهور فلاسفة تجريبيو فيينا وتطوير الفلسفة التحليلية.

#### التأريخ المعاصر
يوظف الباحثون العديد من الأساليب المختلفة عند محاولة فهم العلاقة بين نظرية المعرفة الماضية والمعاصرة. من بين الأسئلة الأكثر إثارة للجدل: «هل يتعين علينا افتراض أن مشاكل نظرية المعرفة هي مشاكل دائمة، وهل محاولة إعادة بناء حجج أفلاطون أو هيوم أو كانت وتقييمها مفيدة للمناقشات التي تدور حاليًا كذلك؟» على نحو مماثل، توجد كذلك مسألة ما إذا كان ينبغي للفلاسفة المعاصرين أن يهدفوا إلى إعادة بناء الآراء التاريخية في نظرية المعرفة وتقييمها، أم عليهم الاكتفاء بوصفها. يجادل باري سترود أن دراسة نظرية المعرفة يتطلب بكفاءة الدراسة التاريخية للمحاولات السابقة لإيجاد فهم فلسفي لطبيعة المعرفة البشرية ونطاقها. ذكر كذلك أنه بالنظر إلى أن الاستكشاف قد يتقدم بمرور الوقت، قد لا ندرك مدى الاختلاف بين الأسئلة التي يطرحها أخصائيو نظرية المعرفة المعاصرون وتلك التي طُرحت في مختلف مواطن تاريخ الفلسفة.

## المفاهيم المحورية في نظرية المعرفة

### المعرفة
ترتبط معظم نقاشات الإبستيمولوجيا بطريقة ما بالمعرفة. عمومًا، فإن «المعرفة» هي الدراية بشخص أو شيء ما وإدراكه وفهمه، والتي قد تتضمن حقائق (المعرفة الافتراضية) أو مهارات (المعرفة الإجرائية) أو أشياء (معرفة المعارف). يتجه الفلاسفة إلى التمييز بين ثلاثة حواس مختلفة من معرفة شيء ما: «معرفة الشيء» (معرفة حقيقة المقترحات) و«معرفة الكيفية» (فهم كيفية أداء أفعال معينة) و «المعرفة عن طريق المعارف» (فهم شيء ما مباشرة أو معرفته أو التواصل معه بطريقة أخرى). تُعنى نظرية المعرفة في المقام الأول بأول أشكال المعرفة هذه، المعرفة الافتراضية. يمكن رؤية جميع حواس المعرفة الثلاث في التوظيف الاعتيادي للكلمة. في الرياضيات، بإمكانك معرفة أن 2+2= 4، ولكنه يوجد كذلك معرفة كيفية إضافة رقمين، ومعرفة الشخص (كمعرفة أشخاص آخرين أو معرفة الذات)، ومعرفة المكان (كمسقط رأس الفرد)، ومعرفة الشيء (كالسيارات)، أو معرفة النشاط (كالإضافة). على الرغم من أن هذه الفروق ليست واضحة في اللغة الإنجليزية، تصدر صراحة بلغات أخرى، بما في ذلك الفرنسية والبرتغالية والإسبانية والرومانية والألمانية والهولندية (على الرغم من أن بعض اللغات المتصلة باللغة الإنجليزية قيل إنها تحتفظ بهذه الأفعال، كاللغة الأسكتلندية). ما يزال التفسير النظري لهذه القضايا اللغوية وأهميتها قائمًا إلى وقتنا هذا.

## مشكلة الشك
يتساءل المشكّكون ما إن كانت المعرفة ممكنة أم لا، ويزعمون أنّ الإيمان بشيء ما لا يبرر ما إن كان صحيحاً أم لا. يعتمد وصف المعرفة بالقوّة أو بالضّعف على وجهة نظر كل شخص وتوصيفه للمعرفة. معظم معلوماتنا حول نظريّة المعرفة مستمدّة بالأساس من الشّكوك العقليّة والفلسفيّة بشكل خاص.
يعارض المشكّكون ما يُسمَّى أحياناً بـ«التأسيسيّة العقائديّة»، والتي تنصّ على أنّه يجب أن يكون هنالك بعض المواقف الأساسيّة التي تبرر نفسها أو التي لا يمكن تبريرها بدون الرّجوع إلى الآخرين.
تم تعديل هذه المشكلة وتحسين فلسفتها مع الوقت، ومن هذه التّعديلات: الخياليّة لن تدّعي امتلاكها للمعرفة، لكنّها تلتزم ببعض الاستنتاجات حول القليل من المعايير مثل الفائدة والمنفعة، والجماليّات، وغيرها من المعايير الشخصيّة دون الادّعاء بأنّ أي استنتاج هو في الواقع «صحيح».

## تعريف المعرفة
يجادل العلماء بأنّ المعرفة يجب أن تقيّم خصائص النّاس أو ما يُعرف بالفضائل الفكريّة وليس فقط خصائص الفرضيّات والمواقف الذهنيّة المُقترفة.

### الإيمان
باللغة العاميّة فإن كلمة «الإيمان»، تعبّر عن الثقة بشخص ما أو سلطة معيّنة أو أي كيان آخر، ولكن نظريّة المعرفة تهتمّ بما نؤمن به، لذلك فإنها تُضمّن كلمة الإيمان معاني أخرى، مثل الحقيقة، أو أي شيء آخر نعتبره حقيقيّ بالنسبة لنا من وجهة النّظر المعرفيّة الخاصّة بنا.

### الحقيقة
صحة اعتقاد الإنسان بشيء ما، ليست شرطاً للاعتقاد. أي أنّه إذا اعتقد أحد الأشخاص أن جسراً ما آمنٌ بما فيه الكفاية لعبوره، ثم عبره وانهار به، نقول: «اعتقد أن الجسر كان آمناً، لكن اعتقاده كان خاطئاً»؛ أما إذا عبر الجسر بأمان، نقول: «كان يعتقد أن الجسر كان آمناً، لكنّه الآن يعلم أنّه آمنٌ».
يجادل علماء نظريّة المعرفة حول ما إذا كان الاعتقاد/الإيمان هو حامل الحقيقة الصحيح. حيث يفضّل البعض وصف المعرفة بأنّها نظام من الافتراضات الصّحيحة المبرّرة، في حين أن البعض الآخر يعتبرها نظاماً من الجمل الصّحيحة المبرّرة؛ ويقول أفلاطون في كتابه (Gorigias): «الاعتقاد هو حامل الحقيقة الأكثر شيوعاً».

### التبرير
امتلك سقراط عدة نظريّات حول ماهيّة المعرفة، وآخرهن كان اعتقاده بأنّ المعرفة هي اعتقاد حقيقيّ «مع حساب»؛ وكان يقصد أنها اعتقاد مبرر ومشروح؛ ووفقاً للنظريّة القائلة بأن المعرفة هي اعتقاد حقيقيّ مبرر، فإنك من أجل أن تعلم أن مقترحاً ما هو مقترحٌ صحيحٌ، يجب عليك ألا تؤمن بحقيقته فقط، بل يجب أن تمتلك سبباً وجيهاً لذلك أيضاً.

### مشكلة غيتيه
اشتهر إدموند غيتيه بورقة بحثية قصيرة بعنوان «هل الاعتقاد الحقيقيّ المبرر معرفة؟»، نشرت الورقة في عام 1963م، شكك غيتييه فيها بنظريّة المعرفة التي كانت مهيمنة بين الفلاسفة منذ آلاف السّنين. وهذا بدوره طرح تساؤلات حول القيمة الحقيقيّة للفلسفة خصوصاً بعد أن تبيّن أن معادلة واضحة وسهلة لمثل هذه النظريّة الكبيرة لم يتم ملاحظاتها عبر آلاف السّنين.
جادل غيتييه أيضاً، بأنه يوجد حالات قد يكون فيها اعتقاد المرء مبرراً وصحيحاً، ومع ذلك لا يمكن اعتبار ذلك «معرفة».

## المدارس الفكرية

### المدرسة التاريخية
الدراسة التاريخيّة لنظريّة المعرفة الفلسفيّة، هي الدّراسة التاريخيّة للجهود المبذولة لاكتساب الفهم الفلسفيّ، أو معرفة طبيعة ونطاق المعرفة البشريّة.

### المدرسة التجريبية
في الفلسفة، «التجريبية» هي نظريّة المعرفة التي ترتكز على دور التّجربة، وخاصةً الخبرة على أساس الملاحظات الإدراكيّة من الحواس.

### المدرسة المثالية
يعتقد العديد من أتباع هذه المدرسة الفكريّة بأن المعرفة هي في المقام الأول مكتسبة من قبل عمليّات مسبقة أو فطريّة.

### المدرسة العقلانيّة
على نقيض المدرسة التجريبية والمثاليّة، اللتان تركّزان على المكانة المعرفيّة للبيانات المعنويّة (التجريبيّة) وعلى أسبقيّة العقل، فإن المدرسة العقلانيّة تضيف «نظام التّفكير» كطرف ثالث، وتؤمن بأهميّة كل ما سبق.

### المدرسة البنائية
البنائيّة، هي وجهة نظر في الفلسفة تقول بأن «كل المعرفة هي مجموعة من البناءات التي صنعها الإنسان»، «وليست اكتشاف محايد للحقيقة الموضوعيّة» ؛ في حين أن الموضوعية تهمّ «هدف معرفتنا»؛ فإن المدرسة البنائيّة تؤكّد على «كيفية بناء المعرفة».

### المدرسة البراغماتية
تركز المدرسة على أننا نحلل الأفكار والأشياء في العالم من أجل قيمتها العمليّة، على النقيض من أي نظريّة تؤكّد على أن ما هو صحيح فقط يتطابق مع ما يحدث في الواقع الخارجيّ. والنظرية المعرفية البراغماتيّة تقترح أن النّظريّات هي مجرّد أدوات، وليست إجابات على الألغاز.

### نظريّة المعرفة الطبيعيّة
تقلّل هذه النظريّة من الأسئلة حول التبريرات والحقيقة، وتسأل بدلاً من ذلك –تجريبيّاً- ما هي المعتقدات التي يجب علينا الاحتفاظ بها من أجل البقاء على قيد الحياة.

### البرامانا الهنديّة
طوّرت المدارس الفلسفية الهندية مثل «هندو نيايا»، و «كارفاكا»، ولاحقاً، المدارس الفلسفية «الجاينية» والبوذية، تقليدًا معرفيًا يُطلق عليه «برامانا». يمكن ترجمة برامانا بأنها «أداة للمعرفة» وتشير إلى وسائل أو مصادر المعرفة التي كان الفلاسفة الهنود يعتمدون عليها، وكل مدرسة هنديّة تمتلك نظريّة معرفيّة خاصة بها، تختلف عن باقي المدارس الهنديّة.

### الشكوكيّة
تشكّك في صحّة بعض أو كل المعرفة البشريّة، لا تشير الشكوكية إلى أي مدرسة محدّدة للفلسفة، بل هي خيط يمر عبر العديد من المناقشات الفلسفيّة حول نظريّة المعرفة.
كان أوّل مشكك يونانيّ معروف هو سقراط الذي ادّعى أنّ معرفته الوحيدة هي أنّه لا يعرف شيئاً على وجه اليقين؛ في الهند، كان سانجايا بلاتثيبوتا مشكّكاً مشهوراً، واعتُبرت مدرسة مادياميكا البوذيّة شكلاً من أشكال المدارس الشكوكيّة.
لاحقًا، بدأ ديكارت بالتشكيك في صحة جميع المعارف البشرية، فيما عُرف بمبدأ الشك الديكارتي، إلى أن وصل إلى مقولته الشهيرة: «أنا أفكر، إذًا أنا موجود».